# Rasmus Svane
Rasmus Svane est un joueur d'échecs allemand né le 21 mai 1997 à Allerød au Danemark.
Au 1er avril 2021, il est le sixième joueur allemand avec un classement Elo de 2 613 points.

## Biographie et carrière
Grand maître international depuis 2016, Svane a terminé deuxième du championnat d'Allemagne d'échecs en 2016 et 2017. Lors du championnat du monde d'échecs junior de 2016, il finit à la 5e-9e place ex æquo.
Lors de la Coupe du monde d'échecs 2021, il bat l'Égyptien  Essam El-Gindy au premier tour, puis est battu au deuxième tour par Ivan Chéparinov.
Lors de la Coupe du monde d'échecs 2023, il est battu au quatrième tour (seizième de finale) par le Chinois Wang Hao.
| Année | Lieu   | Résultat       | Ultime adversaire | Adversaires battus                         |
| ----- | ------ | -------------- | ----------------- | ------------------------------------------ |
| 2021  | Sotchi | deuxième tour  | Ivan Chéparinov   | Essam El-Gindy                             |
| 2023  | Bakou  | quatrième tour | Wang Hao          | Prin Laohiwlrapap, Ivan Šarić, Tin Jingyao |

## Compétitions par équipe
En 2017, lors du championnat d'Europe d'échecs des nations, il remporte la médaille d'or individuelle à l'échiquier de réserve avec une marque de 5,5 points sur 7.